# Вимберли (Тексас)
Вимберли (енгл. Wimberley) град је у америчкој савезној држави Тексас. По попису становништва из 2010. у њему је живело 2.626 становника.

## Демографија
Према попису становништва из 2010. у граду је живело 2.626 становника, што је 1.171 (30,8%) становника мање него 2000. године.
| Група             | 2000.         | 2010.         |
| Белци             | 3.462 (91,2%) | 2.274 (86,6%) |
| Афроамериканци    | 7 (0,2%)      | 13 (0,5%)     |
| Азијати           | 5 (0,1%)      | 7 (0,3%)      |
| Хиспаноамериканци | 263 (6,9%)    | 294 (11,2%)   |
| Укупно            | 3.797         | 2.626         |